# 武汉轨道交通14号线
武汉轨道交通14号线是武汉地铁的一条规划线路，全线起于长江新区站，止于生态城大道，途经汉阳、硚口、江汉、江岸、黄陂及长江新区等区域。
该线路规划分为一期工程及延伸段。一期工程拟由武汉西站至汉口北大道站，全长39.4公里，设站26座。北延段规划设站7座，西延段规划设站2座。根据武汉市发改委信息，该线路已纳入武汉市线网规划，但尚未纳入建设规划，具体建设时序及设站方案需待后续审批程序确定。